# Cachí
Cachí è un distretto della Costa Rica facente parte del cantone di Paraíso, nella provincia di Cartago.